# Aidia quintasii
Aidia quintasii är en måreväxtart som först beskrevs av Karl Moritz Schumann, och fick sitt nu gällande namn av George Taylor. Aidia quintasii ingår i släktet Aidia och familjen måreväxter.
Artens utbredningsområde är São Tomé. Inga underarter finns listade i Catalogue of Life.